# Faro de Oriente
Fábrica de Artes y Oficios de Oriente, comúnmente conocido como FARO de Oriente, es un modelo cultural perteneciente a la Secretaría de Cultura de la Ciudad de México. Se creó en el año 2000 con el propósito de atender a la población marginada de la delegación Iztapalapa y zonas conurbanas por medio de actividades culturales y artísticas.
Se inició originalmente como una propuesta de intervención cultural para combatir problemas como violencia intrafamiliar, desempleo y drogadicción que existen en una de las áreas más pobladas, pobres y conflictivas de la Ciudad de México, brindando cursos de formación en disciplinas artísticas y artesanales.
Cuenta con galerías de arte, biblioteca, ludoteca, cineclub y un foro escénico para la realización de actividades artísticas y culturales; además ofrece talleres libres en artes y oficios.
El proyecto de redes FARO se ha ampliado a otras delegaciones como Tláhuac, Milpa Alta y Gustavo A. Madero, entre otras, que se ajustan a proponer servicios adaptados a las necesidades de cada entorno retomando junto a las actividades culturales temas de sustentabilidad y desarrollo social.
Coordinación Cultural: Esta coordinación se ocupa de los espacios  escénicos de FARO, como el foro, forito, galerías y escénico, donde se presentan artistas consolidados así como emergentes quienes pueden comunicarse y solicitar un espacio para difundir su trabajo. Esta es un área abierta a propuestas para elencos musicales, teatro, danza y artes plásticas.
Coordinación Educativa: Esta coordinación se encarga de talleres, inscripciones así como, el orden de horarios y espacios para cada taller.                                                                                                                                                                                                                                                                          
Dirección: Esta encargada de organizar a todas las coordinaciones de este recinto.
Coordinación de Comunicación y Difusión: Esta coordinación como lo dice su nombre esta encargada de difundir y hacer publicidad a todos los talleres, eventos, exposiciones y demás que se realiza en FARO. 
Coordinación de Servicios Generales: Área que se encarga de mantenimiento y habilitación en general del espacio, así como los protocolos de protección civil.